# Maria Alexandrovna da Rússia
Maria Alexandrovna CI DStJ VA  (em russo: Мария Александровна) (Tsarskoye Selo, 17 de outubro de 1853 — Zurique, 24 de outubro de 1920), foi a esposa do duque Alfredo e Duquesa Consorte de Saxe-Coburgo-Gota, da ascensão do marido até a morte dele em 1900. Tendo sido desde o seu casamento em 1874, a Duquesa de Edimburgo, no Pariato do Reino Unido. Era a quinta criança e única filha do czar Alexandre II da Rússia e de Maria de Hesse e Reno. Ela foi irmã de Alexandre III e tia de Nicolau II, o último czar russo.
Em 1874, casou-se com o príncipe Alfredo, Duque de Edimburgo, segundo filho da rainha Vitória do Reino Unido e do príncipe Alberto de Saxe-Coburgo-Gota, sendo a primeira e única Romanov a unir-se em casamento com um membro da família real britânica. Vivendo seus primeiros anos de casada na Inglaterra, Maria jamais adaptou-se à corte britânica nem superou sua antipatia pelo país adotivo. Posteriormente, ela acompanhou o marido quando este exerceu postos de comando como almirante da Marinha Real em Malta (1886-1889) e Devonport (1890-1893). Maria viajava muito pela Europa e visitava frequentemente a Rússia, além de passar longos períodos na Inglaterra e na Alemanha, participando de eventos sociais e familiares.
Em agosto de 1893, Alfredo sucedeu seu tio, Ernesto II, como soberano do Ducado de Saxe-Coburgo-Gota e a família passou a viver definitivamente na Alemanha. Ao contrário da aversão que nutria pela Inglaterra, Maria apreciava a vida no novo país, onde era ativa nos empreendimentos culturais e obras de caridade. Foi uma mãe presente e que apoiava fortemente as filhas, mas era bastante crítica com seu rebelde filho, que morreu jovem, em 1899. Seu marido morreu no ano seguinte.
Em sua viuvez, Maria Alexandrovna continuou a viver em Coburgo, mas a eclosão da Primeira Guerra Mundial acabou por dividir suas simpatias. Ela ficou ao lado de Alemanha contra sua Rússia natal. Seu único irmão ainda vivo, o grão-duque Paulo Alexandrovich, seu sobrinho, o czar Nicolau II, e muitos outros parentes foram mortos durante a Revolução Russa de 1917 e ela perdeu sua considerável fortuna. De 1893 até sua morte, ela manteve as distinções de grã-duquesa russa, princesa e duquesa real britânica e consorte (tarde viúva) de um duque soberano alemão.
Em novembro de 1918, com o término da Primeira Guerra Mundial, o Ducado de Saxe-Coburgo-Gota foi extinto. Maria Alexandrovna morreu dois anos depois, no exílio na Suíça, onde vivia modestamente.

## Família e primeiros anos

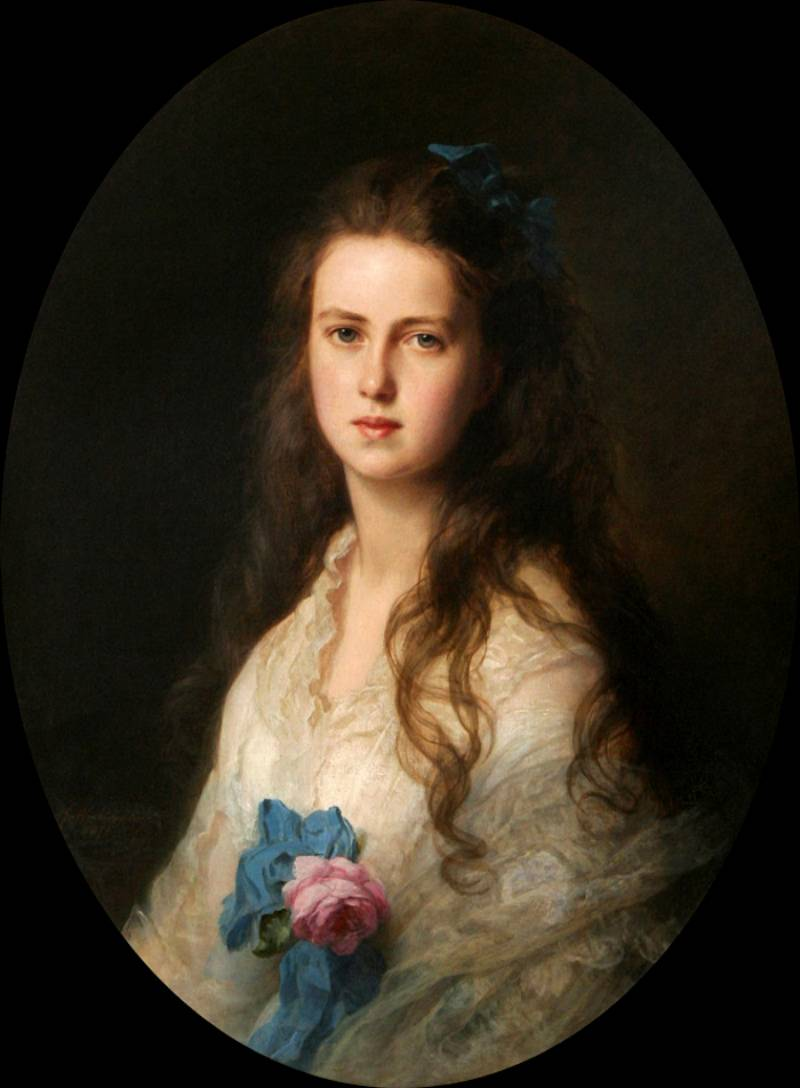
Grã-duquesa Maria
Por Franz Xaver Winterhalter, 1871

Maria Alexandrovna nasceu no Palácio de Alexandre em Tsarskoye Selo em 17 de outubro (5 de outubro pelo calendário juliano) de 1853. Ela era a sexta criança e única filha sobrevivente entre os oito filhos do czar Alexandre II da Rússia e sua esposa Maria Alexandrovna (nascida duquesa Maximiliana Guilhermina de Hesse-Darmstadt). À época de seu nascimento, o trono russo era ocupado por seu avô, o czar Nicolau I, e seu pai era o czarevich. Crescendo como a única menina entre quatro irmãos mais velhos e dois mais jovens, Maria Alexandrovna quase morreu por uma infecção na garganta com a idade de sete anos.
A grã-duquesa passou sua infância no luxo e esplendor dos grandes palácios e propriedades rurais pertencentes aos Romanov. As principais residências da família eram o Palácio de Inverno, em São Petersburgo, e o Palácio de Gatchina, localizado cerca de 64 km ao sul. No verão, a família hospedava-se no Peterhof, um grande complexo de fazendas, casas e vários pavilhões no golfo da Finlândia. A partir do final do verão até o inverno, a família imperial transferia-se para Czarskoe Selo, a vila real, onde os Romanov tinham ao seu dispor os palácios de Catarina e Alexandre. Na ilha das crianças, localizada em um lago no parque do Palácio de Alexandre, Maria Alexandrovna tinha sua própria casinha, à qual os adultos não tinham acesso, que ela e seus irmãos usavam como casa de brinquedos. Seu pai mandou construir uma granja apenas para o divertimento da menina. Alexandre II tinha em Maria sua filha preferida e gostava de passar muito tempo com ela. Sua mãe, embora amorosa, não costumava ter contato físico com os filhos. A czarina sofria de pulmões fracos e viajava constantemente para a Alemanha e o sul da Europa para escapar do rigoroso inverno russo. Nessas viagens, ela normalmente levava consigo seus três filhos mais velhos. Como consequência, Maria Alexandrovna ficou mais íntima de seus dois irmãos mais novos, os grão-duques Sérgio Alexandrovich e Paulo Alexandrovich, do que de seus irmãos mais velhos. Cercada apenas por irmãos, ela cresceu como um menino, com caráter independente e temperamento forte.

### Educação
Maria foi educada na corte russa, sob o regime rigoroso de sua governanta, a condessa Alexandrina Tolstói. Ela foi a primeira grã-duquesa russa a ser criada por babás inglesas e a falar fluentemente o inglês. Além desse e de seu russo nativo, ela também era fluente em alemão e francês. Em agosto de 1867, quando a família imperial encontrava-se no Palácio de Livadia, na Crimeia, Mark Twain conheceu Maria e seus pais. O famoso escritor americano descreveu-a como de olhos azuis, modesta e bonita. Como muitos de seus contemporâneos, Twain notou a influência que o jovem grã-duquesa exercia sobre o pai. Ela é absolutamente sincera e nunca muda na frente de estranhos, observou sua outra governanta, Ana Tiútcheva, filha do célebre poeta Fiódor Tiútchev, acrescentando que ela está acostumada a ser o centro do mundo e [acha que] todos devem render-se a ela. Tiútcheva descreveu-a ainda como teimosa e intransigente, comentando que não se pode tratá-la asperamente nem com muita razão.

## Noivado

### Príncipe Alfredo

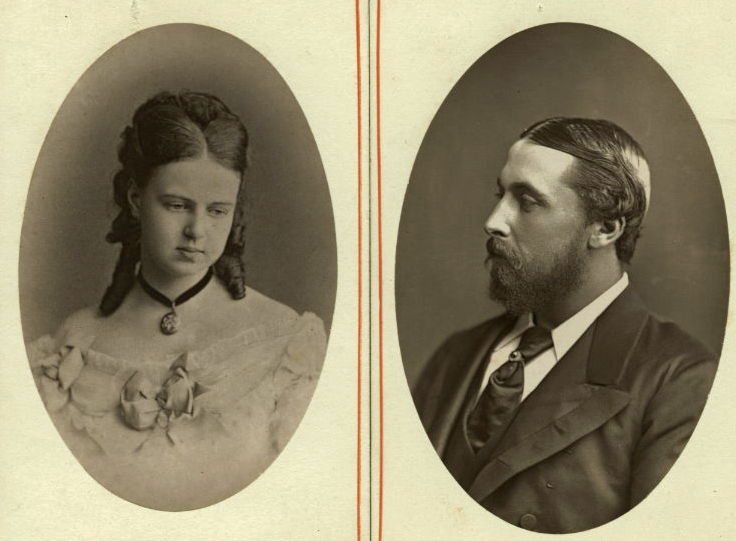
Maria Alexandrovna e o príncipe Alfredo (c. 1868)

Durante uma visita aos seus parentes maternos em Jugenheim no verão de 1868, Maria Alexandrovna, com então quinze anos de idade, conheceu Alfredo, duque de Edimburgo. Segundo filho da rainha Vitória do Reino Unido, Alfredo era um jovem belo e tímido, com uma carreira na Marinha Real, e estava em visita à sua irmã, a princesa Alice, que era casada com um primo de Maria Alexandrovna. O trabalho na marinha o manteve afastado pelos dois anos seguintes, numa viagem de circum-navegação, e os dois só voltaram a se encontrar no verão de 1871, quando Alexandre II e sua esposa visitavam parentes no Castelo de Heiligenberg. Alfredo também encontrava-se lá, acompanhado do príncipe Eduardo e da princesa Alexandra de Gales. Os jovens sentiram-se atraídos um pelo outro e passavam os dias passeando juntos e conversando. Eles tinham um amor comum pela música: Alfredo era um violinista amador entusiasta, enquanto Maria tocava piano. Embora eles desejassem se casar, nenhum noivado foi anunciado e Alfredo voltou para a Inglaterra. Seus pais eram contra a união e Alexandre II também não queria perder sua filha, a quem era profundamente ligado. Além disso, o sentimento antibritânico que reinava na Rússia após a Guerra da Crimeia fazia com que o czar se opusesse à ideia de um genro inglês. A czarina considerava os costumes britânicos estranhos e o povo inglês frio e pouco amigável e estava convencida de que sua filha não seria feliz lá. No entanto, as negociações de casamento começaram em julho de 1871 e foram interrompidas no ano seguinte.

### Negociações

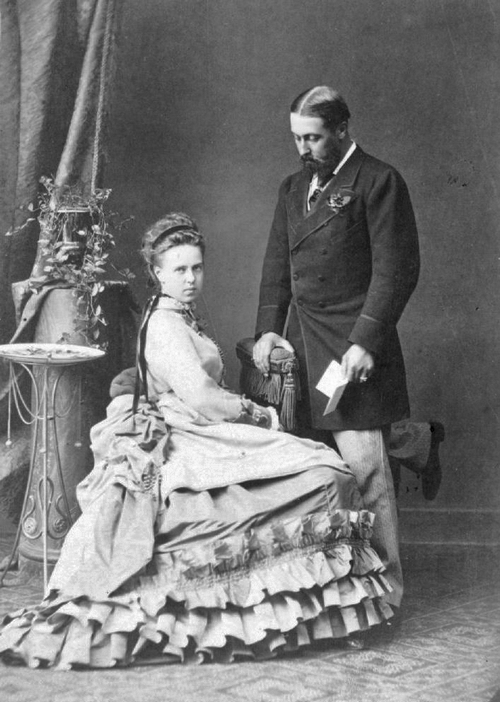
Noivado de Maria Alexandrovna e Alfredo

A rainha Vitória era contrária ao casamento por diversos motivos. Nenhum príncipe britânico havia até então desposado um Romanov e ela previa problemas com a religião ortodoxa de Maria e sua educação russa. Além disso, a rainha considerava que a Rússia era normalmente hostil para com a Grã-Bretanha e também suspeitava da movimentação russa na direção da Índia. Assim, foi grande a sua consternação quando soube que as negociações oficiais foram retomadas, em janeiro de 1873. Rumores vindos de São Petersburgo davam conta de que Maria Alexandrovna estaria comprometida com o príncipe Golitsyn, ajudante-de-ordens do czar e que sua família estaria ansiosa por vê-la casada. O fato é que ambas as mães continuaram a procurar outros parceiros para seus filhos. Como a czarina não conseguiu encontrar um príncipe alemão aceitável para sua filha, concordou em receber Alfredo em Sorrento, Itália, para uma reunião em meados de abril de 1873. Naquele ano, houve uma disputa anglo-russa ao longo da fronteira afegã e os ministros da rainha acreditavam que um casamento pudesse ajudar a aliviar a tensão entre os dois países, pois possibilitaria um contato mais próximo entre os dois monarcas.
Em julho de 1873, Alfred foi para Jugenheim para encontrar-se com o czar. Em 11 de julho, ele pediu a mão de Maria Alexandrovna e ela aceitou. O príncipe já contava quase vinte e nove anos e a grã-duquesa estava prestes a completar vinte. Alfredo enviou um telegrama da Alemanha para sua mãe: Maria e eu ficamos noivos esta manhã e não posso dizer o quanto estou feliz. Espero que sua bênção recaia sobre nós... A rainha enviou seus parabéns, mas registrou suas preocupações em seu diário: Não conhecendo Maria e percebendo que ainda pode haver muitas dificuldades, meus pensamentos e sentimentos estão particularmente confusos. Feliz, a noiva escreveu a uma tia: sei que ficará feliz por saber que amo Alfredo profundamente e que estou muito feliz por lhe pertencer. Sinto que o meu amor por ele cresce a cada dia. Sinto que estou calma, mais feliz do que consigo exprimir por palavras e muito impaciente para pertencer inteiramente a ele.

### Dote
Alexandre II concedeu à filha a considerável soma £ 1 000 000 como dote, além de um subsídio anual de £ 32 000. Ele também presenteou sua única filha com algumas das melhores jóias em propriedade dos Romanov, incluindo as safiras que ele havia herdado de sua mãe, a imperatriz Alexandra Feodorovna, bem como um parure que havia pertencido a Catarina II. Como presente de casamento, o czar encomendou um parure completo de diamantes e rubis birmaneses para o joalheiro da corte, Bolin. Suas outras peças de joia incluíam uma tiara russa feita de diamantes, que também poderia ser usada como um colar. Alfredo, por sua vez, foi feito chefe honorário de um regimento de guardas russo e teve um navio de guerra russo nomeado em sua homenagem - o Edinburgsky Herzog.
Uma semana depois do noivado, a aliança anglo-russo proposta experimentou sua primeira crise. A rainha Vitória pediu ao czar para levar Maria à Escócia, para que ela pudesse conhecer sua futura nora. Alexandre II recusou e a czarina sugeriu que, em vez disso, todos eles se encontrassem em Colônia. A rainha achou simplesmente impertinente que eu ... que tenho quase vinte anos a mais no trono do que o Imperador da Rússia... e que sou uma soberana reinante... devo estar pronta para correr ao mais leve chamado dos poderosos russos... como qualquer princesinha. Vitória também fez-se impopular ao recusar a oferta do czar de tornar o Príncipe de Gales coronel de um regimento russo e ao exigir que fosse realizada uma cerimônia de casamento anglicano em São Petersburgo, paralelamente à cerimônia ortodoxa. 

## Casamento

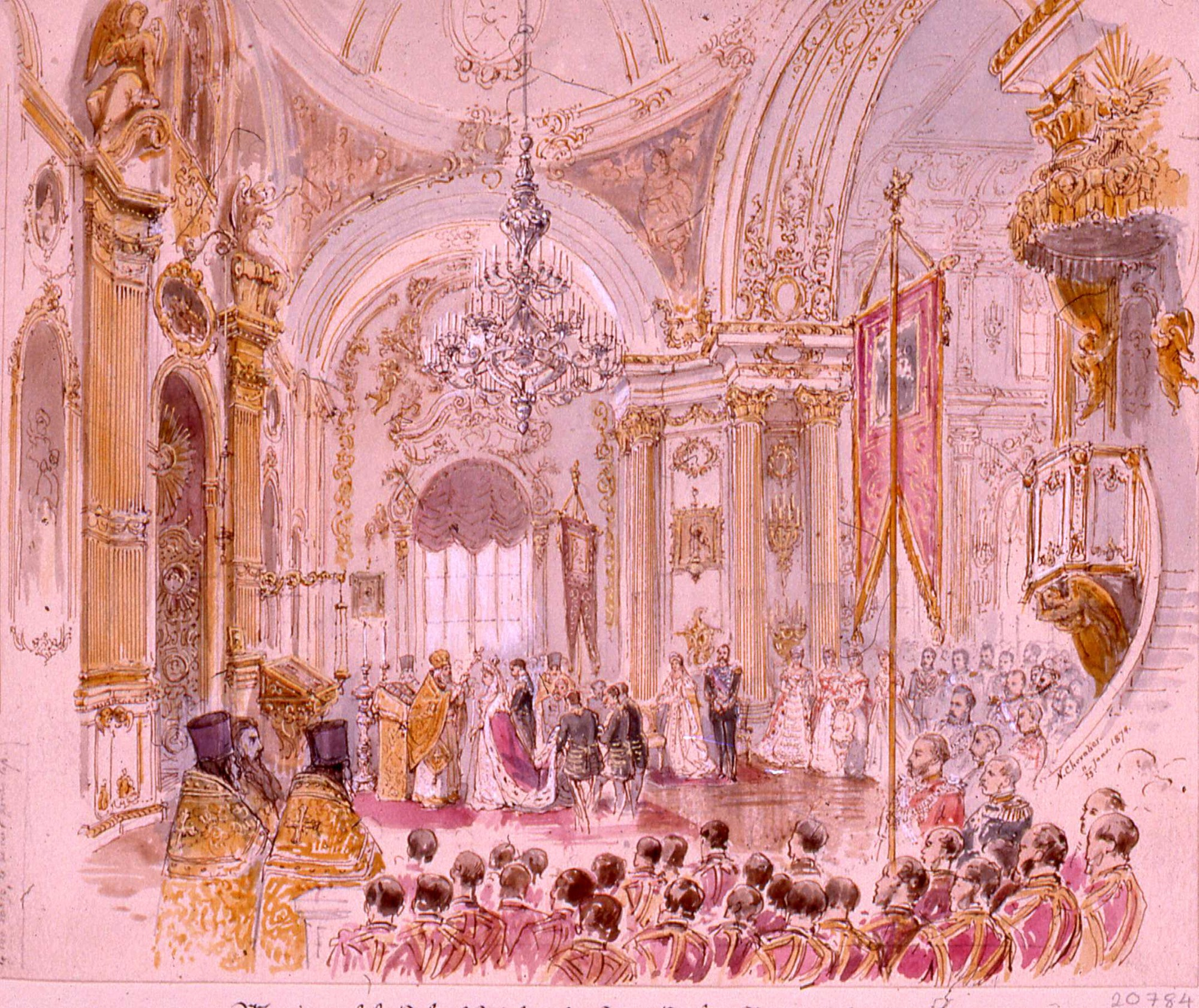
Cerimônia ortodoxa de casamento de Maria Alexandrovna e Alfredo

Em 4 de janeiro de 1874, Alfredo chegou a São Petersburgo para o casamento e hospedou-se no Palácio de Inverno. Os outros hóspedes britânicos chegaram no dia 18 de janeiro. O casamento foi celebrado com grande esplendor no Palácio de Inverno, em 23 de janeiro (11 de janeiro pelo calendário juliano) 1874. A rainha Vitória foi representada por Eduardo, Príncipe de Gales, e sua esposa Alexandra, irmã de czarina Maria Feodorovna. A filha mais velha da rainha, Vitória, e seu marido, o príncipe herdeiro da Alemanha, também estavam presentes.

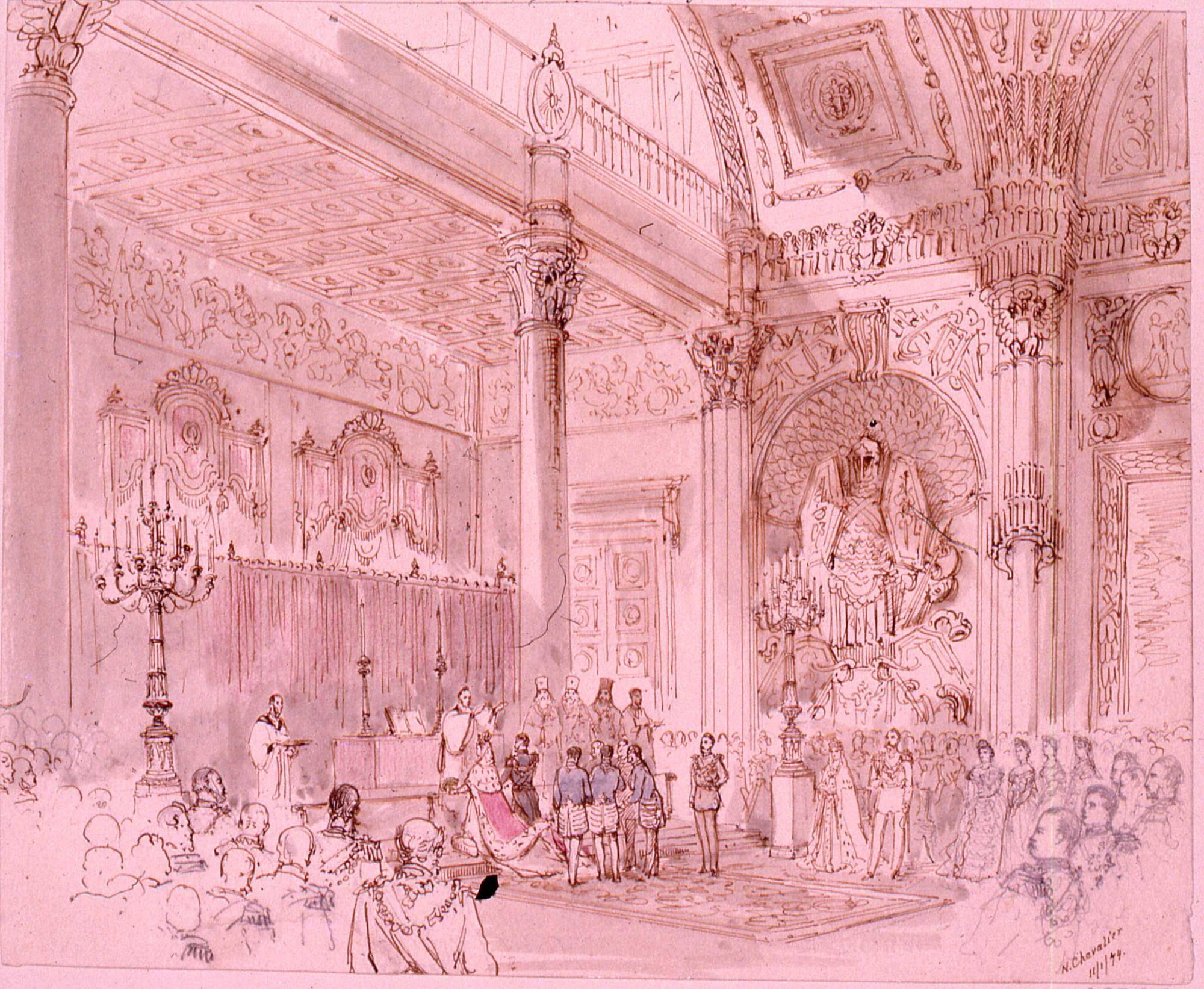
Cerimônia anglicana de casamento de Maria Alexandrovna e Alfredo

A cerimônia de casamento consistiu de duas partes. O serviço ortodoxo foi realizado em primeiro lugar, celebrado pelos metropolitas de São Petersburgo, Moscou e Kiev, na Capela Imperial. Os grão-duques Vladimir, Alexis e Sérgio e o irmão do noivo, o príncipe Arthur, revezavam-se segurando as coroas douradas sobre a cabeça da noiva e do noivo. Maria usava um reluzente diadema e um manto de veludo carmesim adornado com arminho e ramos de murta, especialmente enviado pela rainha Vitória. Alfredo usava o uniforme da Marinha Real. O czar esteve pálido ao longo de toda a cerimônia e disse mais tarde: Sei que é pela felicidade dela, mas a luz da minha vida apagou-se. Depois disso, todos passaram para o Salão Azul, onde o deão de Westminster, realizou a cerimônia de casamento de acordo com os ritos da Igreja da Inglaterra.
Em Londres, naquela noite, a rainha Vitória usou a placa da Ordem de Santa Catarina em seu vestido e ergueu um brinde para o jovem casal. Os membros de sua corte que haviam viajado para São Petersburgo ficaram impressionados com a escala das festas, recepções e eventos que marcaram o casamento anglo-russo. O major-general sir Howard Elphinstone observou que, em um salão, foi servido um banquete para quinhentas pessoas em cinquenta mesas diferentes, com palmas e plantas exóticas... usadas em um grau tão elevado que dava ao local a aparência de uma estufa... o calor nos salões era quase insuportável e várias senhoras deixaram o salão de baile desmaiadas. Lady Augusta Stanley, dama de companhia da rainha Vitória, resumiu o casamento em duas palavras: Que dia.
Alfredo e Maria passaram a noite de núpcias no Palácio de Alexandre em Czarskoe Selo. Alexandre II havia encomendado uma luxuosa suíte nupcial no piso térreo, na esperança de que isso fosse capaz de persuadir o jovem casal a permanecer na Rússia. Depois de uma curta lua de mel em Czarskoe Selo, no entanto, Alfredo e Maria deixaram a Rússia para viver na Inglaterra. Alexandre II nunca perdeu a esperança de que eles voltassem e a suíte nupcial foi mantida preservada para o casal durante duas décadas. Mais tarde, em 1894, os aposentos seriam utilizados pelo último czar, Nicolau II, e sua esposa Alexandra Feodorovna.

## Duquesa de Edimburgo

### Chegada à Inglaterra

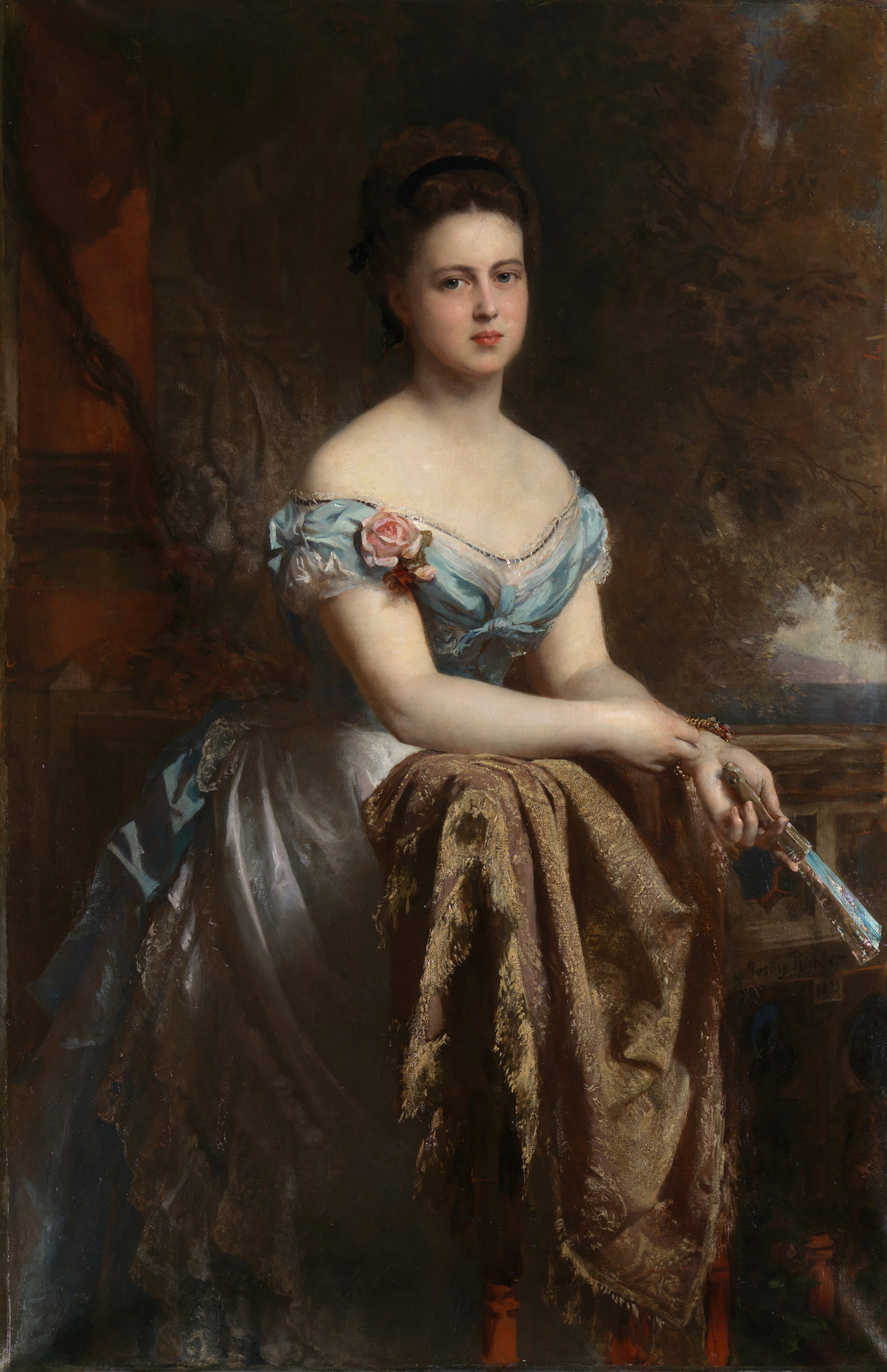
Maria, Duquesa de Edimburgo
Por Gustav Richter, 1874

O duque e a duquesa de Edimburgo chegaram à Inglaterra em 7 de março de 1874. A cidade de Windsor foi decorada em sua honra, com bandeiras britânicas e russas, e Maria recebeu efusivas boas vindas da multidão que a aguardava. A rainha Vitória encontrou o casal com eles na South-Western Station e registrou sua chegada em seu diário: Eu tomei a querida Maria em meus braços e a beijei calorosamente várias vezes. Eu estava muito nervosa e trêmula, tal minha longa expectativa.... A querida Maria tem uns modos muito amigáveis, um rosto agradável, bela pele e olhos belos e brilhantes... Ela fala inglês maravilhosamente bem. Mais tarde, a rainha Vitória descreveu sua nova nora como a mais naturalmente agradável, humilde e gentil, mesmo não sendo bonita ou graciosa e se arrume mal. Eu tive uma boa impressão dela, relatou a rainha, com seu maravilhosamente calmo e agradável temperamento - seu caráter afável e generoso, livre de fanatismo e intolerância, e seu pensamento sério e inteligente - tão completamente livre de coisas levianas - tão cheio de ocupação e interesse por tudo, faz dela a companhia mais agradável. Todos devem gostar dela. A rainha também observou que Maria não tinha nem um pouco de medo de Affie e espero que tenha a melhor influência sobre ele.

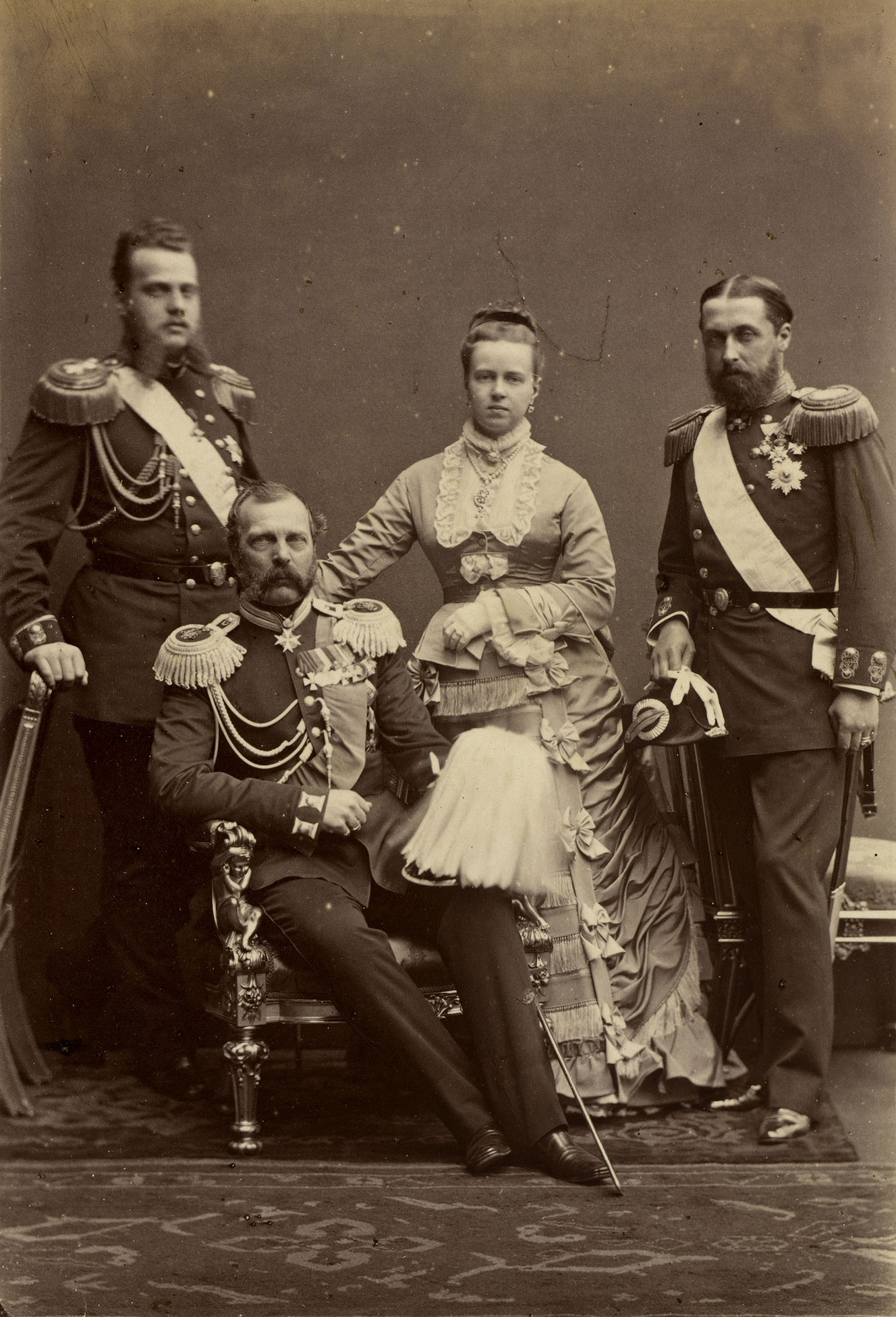
Grão-duque Alexis, czar Alexandre II e os duques de Edimburgo, em maio de 1874

O casal fez sua entrada pública em Londres em 12 de março. Alfred e Maria mudaram-se para a Clarence House, em Londres, que passou a ser sua residência principal na Inglaterra. Além disso, eles possuíam uma residência rural, Eastwell Park, uma grande propriedade de 2 500 acres perto de Ashford, em Kent, onde o duque gostava de caçar. Para amenizar as saudades da filha, o czar e seu filho, o grão-duque Alexis, fizeram uma visita familiar à Inglaterra em maio de 1874.
Maria chegou à Inglaterra com a intenção de ser bem sucedida em seu país adotivo, mas ela encontrou dificuldades em estabelecer-se na corte britânica. Para ela, o clima era detestável, a comida sem gosto e a Clarence House, sua residência londrina, sombria. Ela descreveu Londres como um lugar impossível, onde as pessoas são loucas de satisfação e uma desilusão se comparada às ruas largas, às cúpulas douradas e aos magníficos palácios de São Petersburgo. Por seu ponto de vista, o Palácio de Buckingham e o Castelo de Windsor jamais poderiam competir com os esplendores do Palácio de Inverno. As constantes visitas à sogra no Castelo de Windsor e na Osborne House, na Ilha de Wight, eram tediosas. A companhia da rainha era opressiva, as madrugadas eram cansativas e seu marido era um namorador. Quanto aos seus cunhados e cunhadas, ela só se preocupava realmente com os dois mais novos: o príncipe Leopoldo e a princesa Beatriz. Orgulhosa de seu forte intelecto, ela considerava Alexandra, a princesa de Gales, uma mulher volúvel e tola. Embora amasse a música, a duquesa não gostou do Royal Albert Hall, descrevendo-o como totalmente eclesiástico e... muito chato... cada concerto dura várias horas. Quando visitou a Escócia, Maria Alexandrovna sentiu-se congelada em seu quarto sem aquecimento no Castelo de Balmoral e ordenou que fosse aceso um fogareiro. Quando ela saiu, a rainha Vitória entrou no quarto e ordenou a uma empregada que jogasse água no fogareiro e abrisse todas as janelas. A duquesa disse que poderia viver tão bem num iceberg quanto numa casa britânica no inverno. Ela logo escreveu cartas ao pai, descrevendo a sogra como uma ignorante obstinada e velha tola. Desencantada com a Grã-Bretanha e com a vida com sua problemática sogra, a duquesa de Edimburgo tornou-se cada vez mais saudosa da Rússia e ficava feliz por qualquer desculpa para voltar para lá. O povo britânico achava seus modos ásperos e masculinos. Sua atitude arrogante para com seus criados e seu desafio às convenções inglesas ao fumar em público, fizeram-na impopular. Ela deixou igualmente claro que não se preocupava com o que as pessoas pensavam.

### Relação com a rainha Vitória

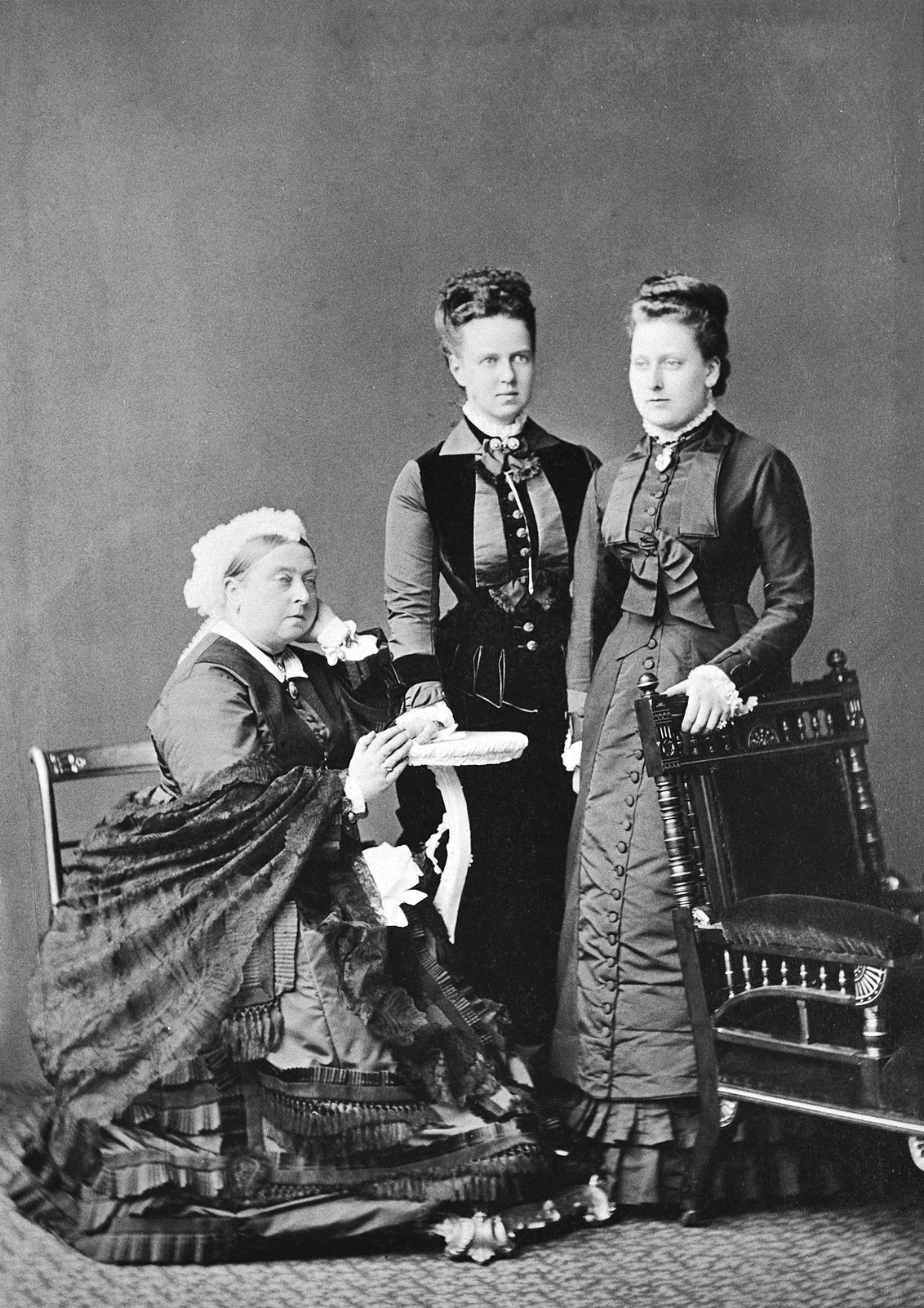
Rainha Vitória, a duquesa de Edimburgo e a princesa Beatriz

A duquesa muitas vezes discutia com a sogra sobre a forma como ela deve ser tratada na corte. Como a única filha do czar, Maria Alexandrovna tinha, na Rússia, precedência sobre todas as demais grã-duquesas. Assim, ela ressentia-se profundamente de ter que render precedência à cunhada, a princesa de Gales. Desde seu nascimento, Maria Alexandrovna tinha tratamento de alteza imperial mas, ao se casar, passou a ter direito apenas ao estilo de alteza real. Alexandre II alegou que, como em qualquer país civilizado, sua filha deveria manter o estilo de alteza imperial e não real. A rainha Vitória respondeu que não se importava se a duquesa usava ou não o estilo imperial, desde que o estilo real o precedesse. O título de grã-duquesa da Rússia também deveria ser precedido pelo título de duquesa de Edimburgo. Como retaliação à discussão sobre a precedência, Maria Alexandrovna tinha prazer em exibir suas magníficas joias, sabedora de que as princesas inglesas invejavam seus diamantes, assim como a rainha Vitória. Meriel Buchanan, filha do último embaixador britânico na Rússia Imperial, descreveu sua primeira recepção: A rainha compara a tiara da duquesa com as de suas próprias filhas, dando de ombros como um pássaro cuja plumagem foi amarrotada, os lábios caídos numa expressão que aqueles que a conheciam haviam aprendido a temer.

### Vida na corte britânica

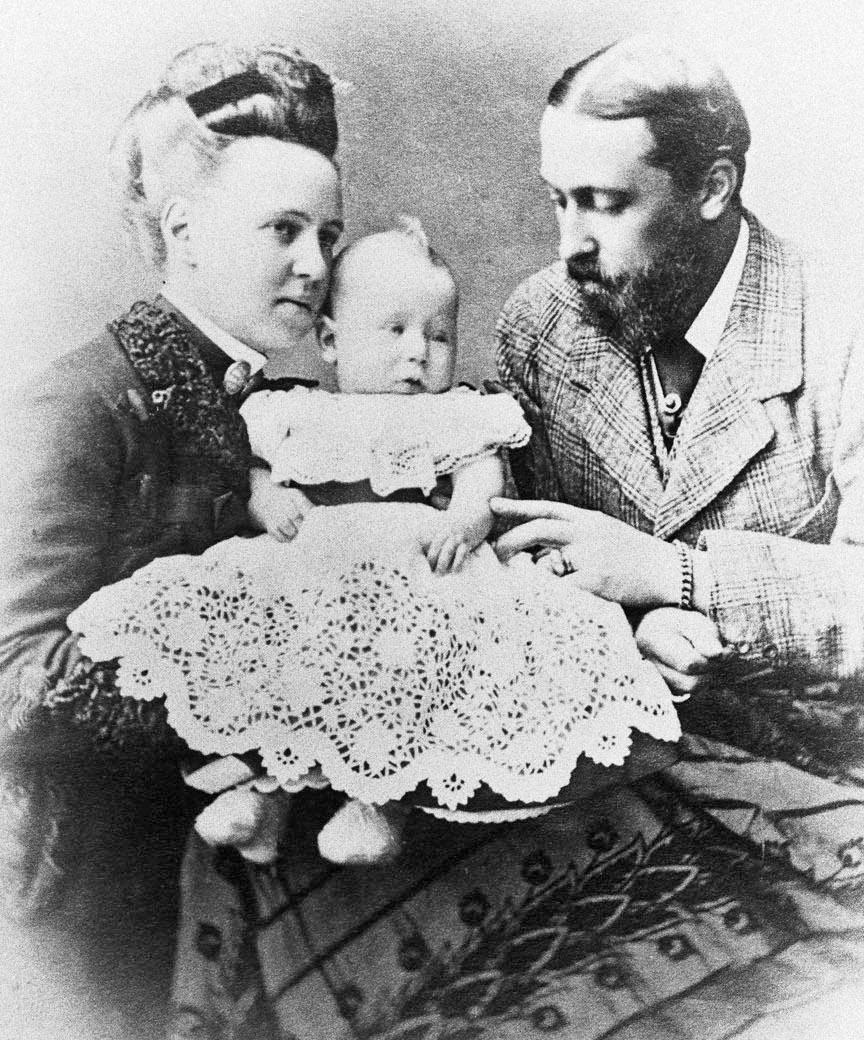
Os duques de Edimburgo com seu primogênito, o príncipe Alfredo

O duque e a duquesa de Edimburgo rapidamente iniciaram uma família. Apenas nove meses após o casamento, a duquesa deu à luz um filho, o jovem Alfredo, nascido no Palácio de Buckingham em 15 de outubro de 1874. A czarina foi a Londres para visitar a filha durante seu resguardo e conhecer seu neto.
Nos anos seguintes, a família continuou crescendo. A secundogênita nasceu em 29 de outubro de 1875, em Eastwell Park, e recebeu o nome de Maria em homenagem à mãe a à avó materna. A duquesa chocou a sociedade inglesa ao amamentar ela mesma as crianças. Enquanto estava em Malta acompanhando o marido, que estava estacionado lá como oficial da Marinha Real, Maria Alexandrovna deu à luz uma terceira filha, Vitória Melita, em 25 de novembro de 1876. Após seu retorno, em 1877, a Rússia entrou em guerra com o Império Otomano numa tentativa de obter o controle sobre os Bálcãs. A rainha Vitória enviou ao czar Alexandre II uma série de telegramas agressivos que quase levou a um estado de guerra entre os dois países. A duquesa ficou profundamente chocada com a hostilidade de sua sogra para com seu país e seu próprio pai, em particular. A relação com a rainha deteriorou-se e Maria Alexandrovna tornou-se uma anglófoba.
O duque de Edimburgo era herdeiro de seu tio sem filhos Ernesto II de Saxe-Coburgo-Gota, irmão mais velho de seu pai. Por um longo tempo após a Guerra Russo-Turca de 1877-1878, Maria Alexandrovna residiu em Coburgo, onde nasceu sua quarta filha, Alexandra, em 1 de setembro 1878, no Castelo de Rosenau. Em 13 de outubro, 1879, a duquesa deu à luz prematuramente um filho natimorto, em Eastwell Park. Em 17 de fevereiro de 1880, ela estava na Rússia para as celebrações do 25º aniversário de coroação de seu pai. Naquele dia, radicais tentaram assassinar o czar e toda a família imperial. A bomba terrorista destruiu a sala de jantar e a sala da guarda do Palácio de Inverno. Maria Alexandrovna retornou ao seu país natal em junho daquele mesmo ano, para assistir sua mãe moribunda. Menos de um ano depois, Alexandre II foi assassinado em um ataque terrorista e ela viajou para São Petersburgo para acompanhar os funerais. O duque e a duquesa de Edimburgo também estavam presentes na coroação de seu irmão, o czar Alexandre III, em Moscou, em maio de 1883. Finalmente, em 20 de abril de 1884, nasceu em Eastwell Park a última filha do casal, a princesa Beatriz. Anos mais tarde, a duquesa lamentou sua incapacidade de ter mais filhos: O único momento celestial real é o nascimento de uma criança. Isso não pode ser comparado a nenhuma outra coisa. Acho que, ainda que eu tivesse uma dúzia de crianças, ainda manteria o mesmo sentimento. Em julho de 1884, a família viajou para Ilinskoe, nos arredores de Moscou, para visitar o irmão mais novo de Maria, o grão-duque Sérgio, que havia se casado com a princesa Isabel de Hesse, uma neta da rainha Vitória.

## Últimos anos

### Duquesa de Saxe-Coburgo-Gota

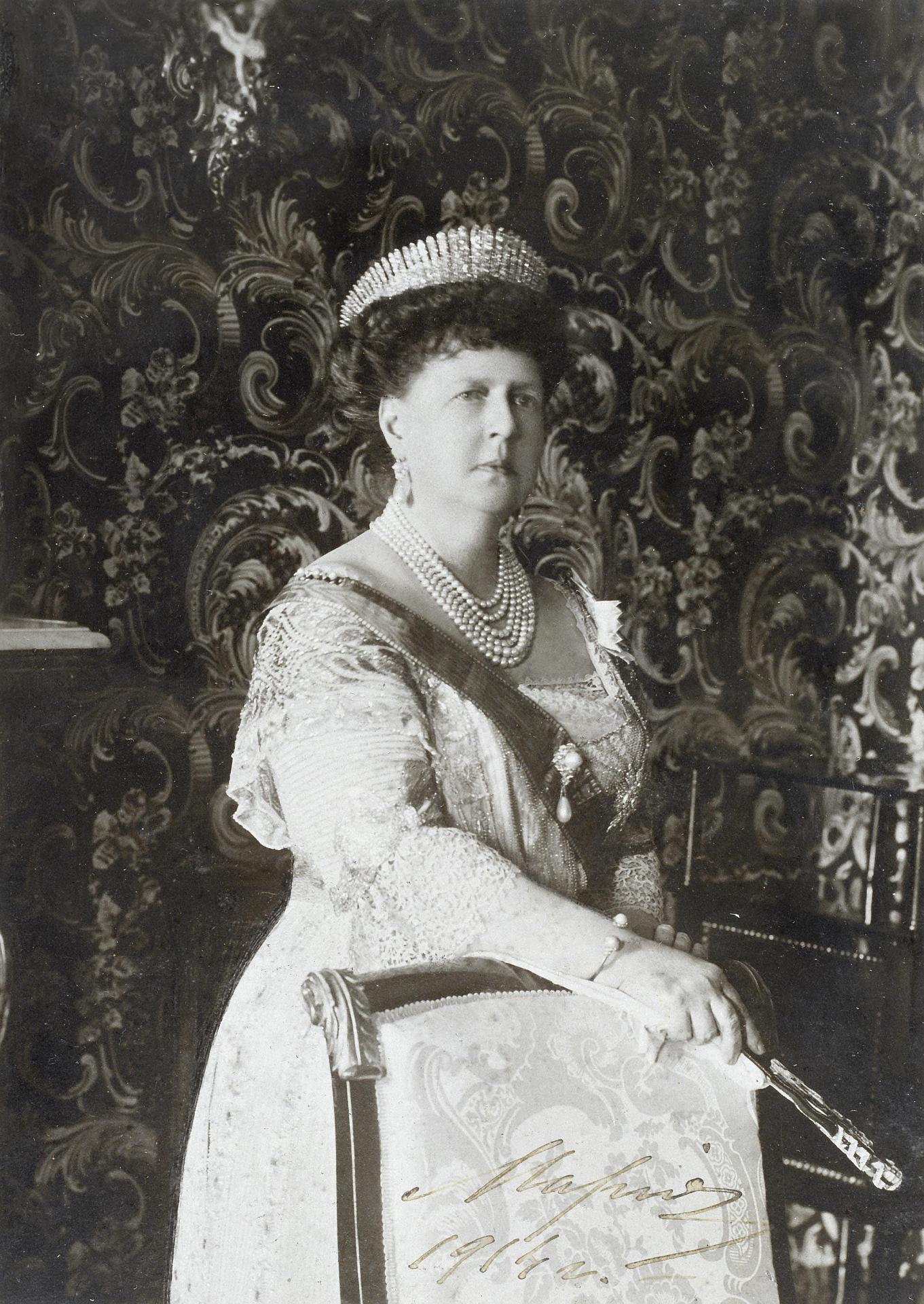
Maria em 1914, já como Duquesa Viúva de Saxe-Coburgo e Gota

Com a morte do tio do seu marido, o duque Ernesto II de Saxe-Coburgo-Gota, no dia 22 de agosto de 1893, o trono vago do ducado foi herdado pelo duque de Edimburgo, uma vez que o seu irmão mais velho, o príncipe de Gales, tinha renunciado aos seus direitos de sucessão. Alfredo prescindiu do seu rendimento de £15 000 anuais e do seu lugar na Câmara dos Lordes e no Conselho Privado, mas manteve os £10 000 por ano que passou a ganhar a partir do seu casamento para assim conseguir manter Clarence House como a sua residência em Londres. Com a ascensão do seu marido ao trono ducal, a grã-duquesa Maria Alexandrovna tornou-se duquesa de Saxe-Coburgo-Gota, além de duquesa de Edimburgo. Maria adorou mudar-se para Coburgo, já que tinha ansiado durante muitos anos deixar Inglaterra. Como consorte de um soberano alemão, tinha tecnicamente uma posição mais alta do que as suas cunhadas durante as celebrações do Jubileu de Diamante da rainha Vitória.
O único filho do casal, o príncipe-herdeiro Alfredo, envolveu-se num escândalo com a sua amante e tentou suicidar-se em janeiro de 1899, a meio das celebrações do 25.º aniversário de casamento dos pais. Sobreviveu, mas os seus pais, envergonhados, enviaram-no para Merano para que ele recuperasse. Acabaria por morrer lá, duas semanas depois, no dia 6 de fevereiro. Alfredo morreu com um cancro na garganta no dia 30 de julho de 1900 em Coburgo. O trono ducal passou então para o seu sobrinho, o príncipe Carlos Eduardo, Duque de Albany. A Duquesa Viúva de Saxe-Coburgo-Gota continuou a viver em Coburgo.

### Morte
Maria morreu em outubro de 1920 em Zurique, na Suíça, aparentemente depois de receber um telegrama onde a trataram por "Senhora Coburgo" sem referir-se a qualquer dos seus títulos. O seu corpo está enterrado no cemitério da família ducal nos arredores de Coburgo. Das suas quatro filhas, a rainha da Roménia foi proibida de estar presente no funeral da mãe devido à Primeira Guerra Mundial que tinha deixado a Roménia e a Alemanha de relações cortadas.

## Na literatura
Maria Alexandrovna é mencionada brevemente no livro de viagens The Innocents Abroad de Mark Twain. No capítulo 37 do livro, Mark Twain descreve um encontro que o grupo com quem viajava pela Europa e Médio Oriente teve com o czar Alexandre II e Maria encontrava-se presente. O escritor descreve-a da seguinte forma:
"(...) quem quis, chegou-se à frente e falou com a pequena e modesta grã-duquesa Maria, a filha do czar. Ela tem catorze anos, cabelo claro, olhos azuis e é discreta e bonita."

## Títulos, estilos e honras

### Títulos e estilos

Monograma Imperial de Maria

- 17 de outubro de 1853 - 23 de janeiro 1874: Sua Alteza Imperial, a Grã-Duquesa Maria Alexandrovna da Rússia
- 23 de janeiro de 1874 - 22 de agosto de 1893: Sua Alteza Real, a Duquesa de Edimburgo
- 22 de agosto de 1893 - 30 de julho de 1900: Sua Alteza Real, a Duquesa de Saxe-Coburgo-Gota, Duquesa de Edimburgo
- 30 de julho de 1900 - 24 de outubro 1920: Sua Alteza Real, a Duquesa Viúva de Saxe-Coburgo-Gota, Duquesa Viúva de Edimburgo

### Honras
- 17 de outubro de 1853:  Ordem de Santa Catarina
- 1 de janeiro de 1878:  Ordem da Coroa da Índia[50]
- 20 de maio de 1888:  Ordem da Rainha Maria Luísa[51]
- 28 de fevereiro de 1894:  Ordem de Santa Isabel[52]

## Galeria

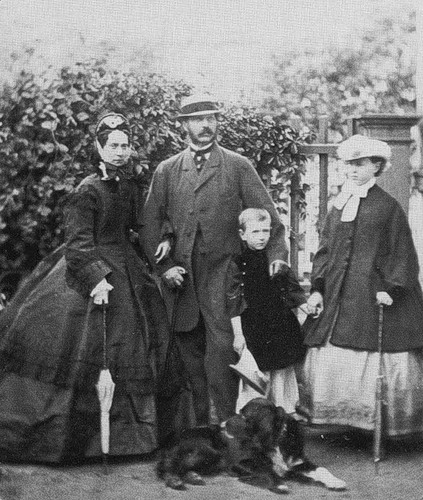
Maria com seus pais e irmão mais novo Sérgio
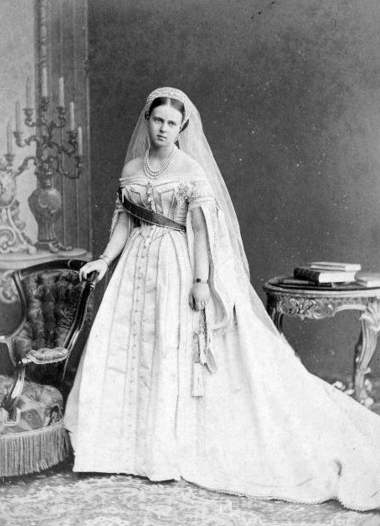
A grã-duquesa com o tradicional traje da corte imperial russa
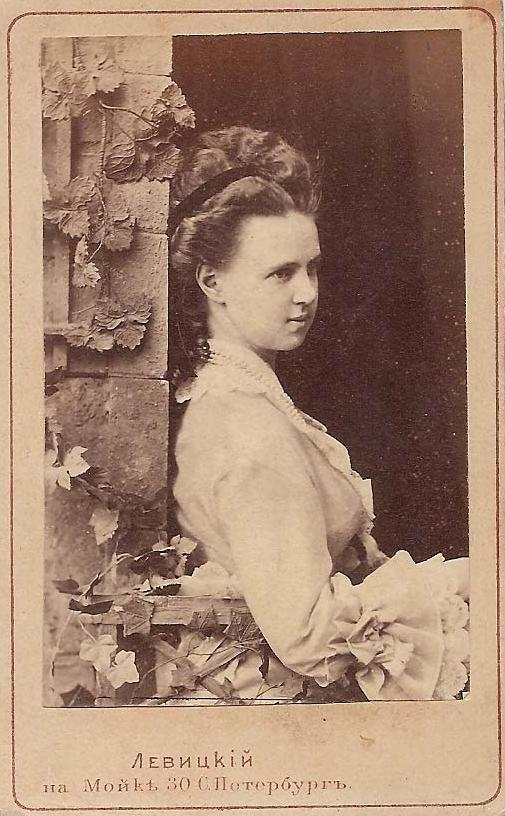
Maria em 1870
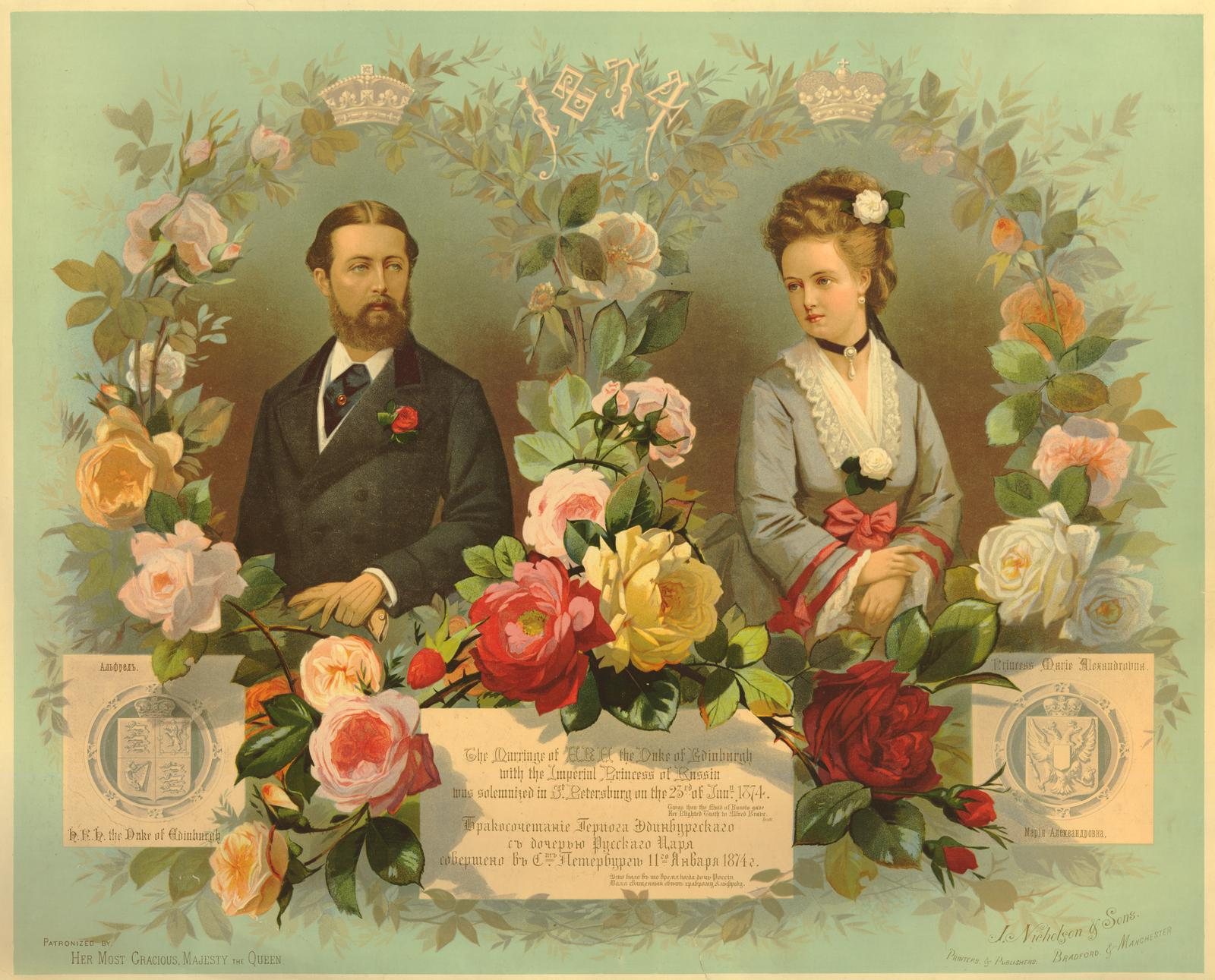
Gravura na ocasião do noivado de Maria e Alfredo
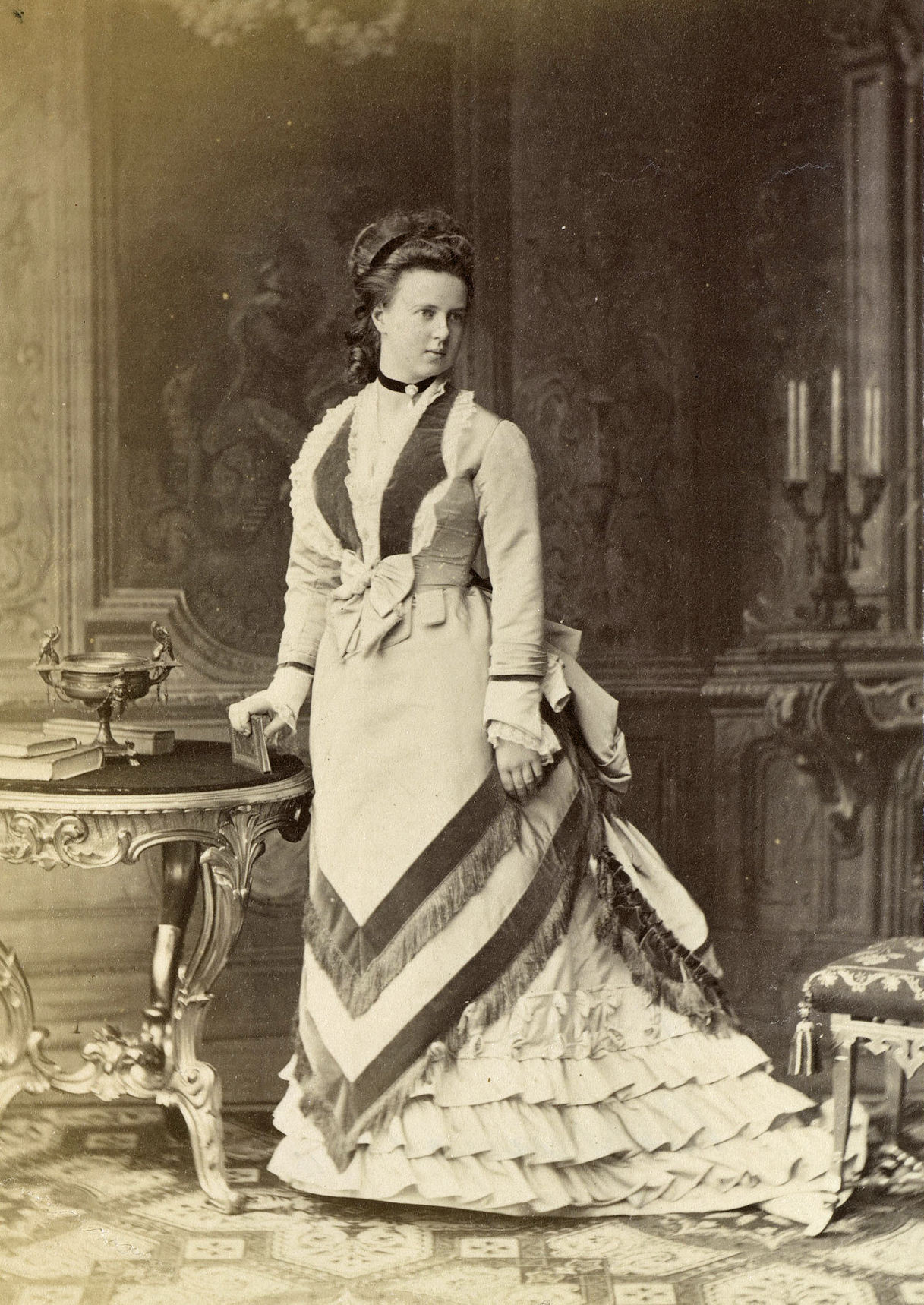
Maria Alexandrovna c. 1873
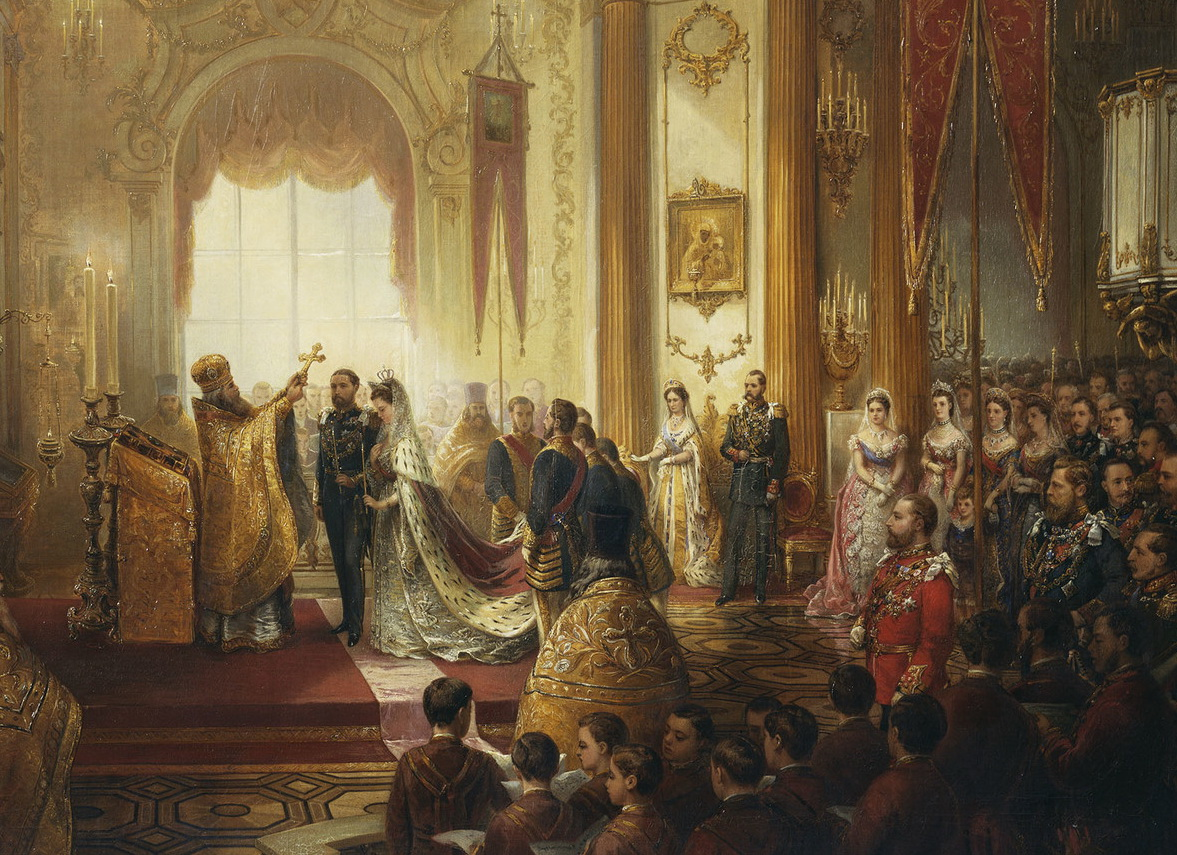
Ampliação de pintura da cerimônia ortodoxa do casamento de Maria e Alfredo
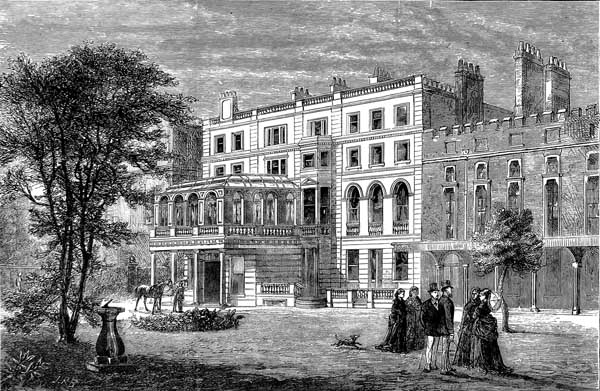
Clarence House em 1874, a residência de Maria em Londres
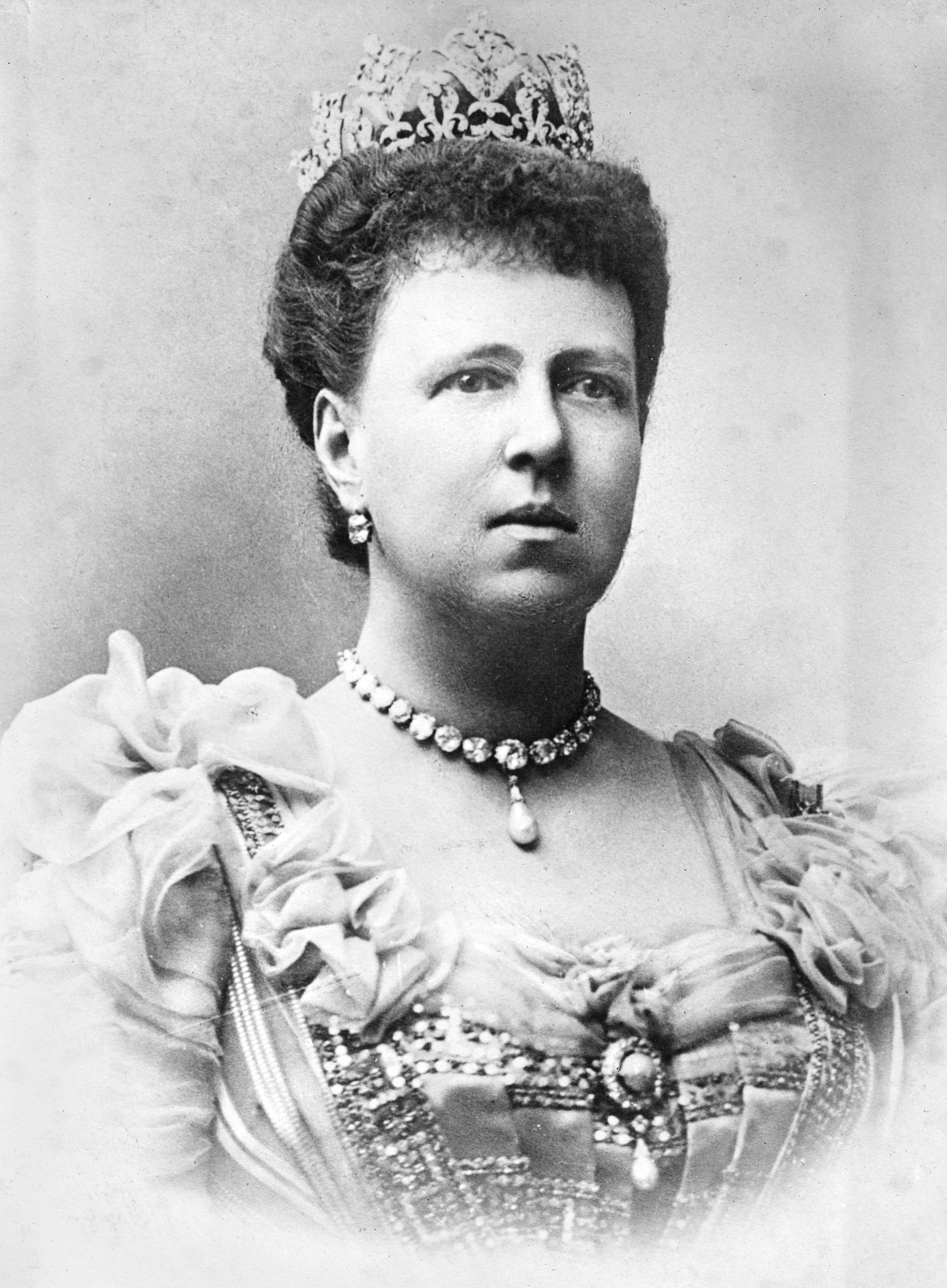
Maria na década de 1890, como Duquesa de Saxe-Coburgo e Gota

## Descendência

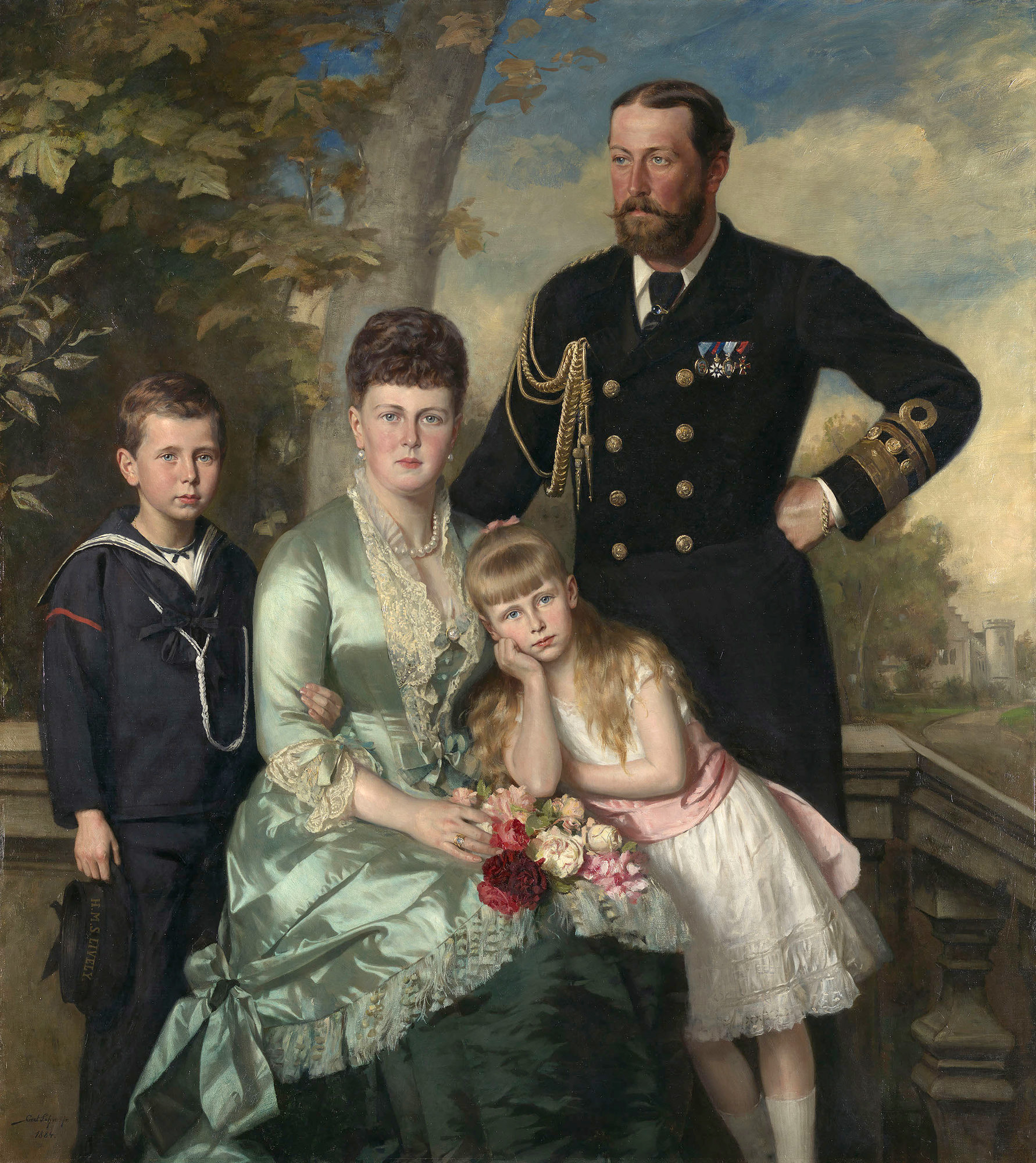
Retrato do Duque e a Duquesa de Edimburgo com seus 2 filhos mais velhos em 1884, por Karl Rudolf Sohn, na Royal Collection

| Imagem | Nome                                               | Nascimento             | Morte                  | Notas |
| ------ | -------------------------------------------------- | ---------------------- | ---------------------- | --- |
|        | Alfredo, Príncipe Hereditário de Saxe-Coburgo-Gota | 15 de outubro de 1874  | 6 de fevereiro de 1899 | Não se casou. |
|        | Maria                                              | 29 de outubro de 1875  | 18 de julho de 1938    | Casou-se com Fernando I da Romênia, com descendência.                                                                          |
|        | Vitória Melita                                     | 25 de novembro de 1876 | 2 de março de 1936     | Casou-se com Ernesto Luís, Grão-Duque de Hesse, sem descendência Casou-se com Cyrill Vladimirovich da Rússia, com descendência |
|        | Alexandra                                          | 1 de setembro de 1878  | 16 de abril de 1942    | Casou-se com Ernesto II, Príncipe de Hohenlohe-Langemburgo, com descendência                                                   |
|        | Filho natimorto                                    | 13 de outubro 1879     | 13 de outubro 1879     | |
|        | Beatriz                                            | 20 de abril de 1884    | 13 de julho de 1966    | Casou-se com Afonso, Duque de Galliera, com descendência.                                                                      |